# Хвойня (Петриковский район)
Хвойня (бел. Хво́йня) — деревня в Лучицком сельсовете Петриковского района Гомельской области Беларуси.

## География

### Расположение
В 65 км на северо-восток от Петрикова, 42 км от железнодорожной станции Птичь (на линии Лунинец — Калинковичи), 205 км от Гомеля.

### Гидрография
В слиянии реки Птичь и её притока реки Неславка.

## Транспортная сеть
Транспортные связи по просёлочной, затем автомобильной дороге Новосёлки — Копаткевичи. Планировка состоит из криволинейной улицы, ориентированной с юго-запада на северо-восток и застроенной неплотно деревянными усадьбами.

## История
Обнаруженные археологами городища (в 1 км на юго-восток и 2 км на восток от деревни) свидетельствуют о заселении этих мест с давних времён. По письменным источникам известна с XVI века как село в Мозырском повете Минского воеводства Великого княжества Литовского, великокняжеская собственность. Под 1567 год обозначена в метрике короля Сигизмунда II Августа как селение в Мозырской волости, переданное во владение Ю. Д. Кашкарову.
После 2-го раздела Речи Посполитой (1793 год) в составе Российской империи. По ревизским материалам 1816 года в составе поместья Лучицы, владение помещика Ф. Еленского. Обозначена на карте 1866 года, которая использовалась Западной мелиоративной экспедицией, работавшей в этих местах в 1890-е годы. Действовала церковь. В 1907 году открыта церковно-приходская школа, которая размещалась в наёмном крестьянском доме. В 1908 году в Лучицкой волости Мозырского уезда Минской губернии.
В 1930 году организован колхоз. Во время Великой Отечественной войны 29 марта 1942 года оккупанты убили 2078 жителей, в том числе 1412 жителей из деревни Хвойня (похоронены в 3 могилах жертв фашизма — на восточной окраине и 2 могилах на южной окраине). В боях около деревни погибли 9 советских солдат и партизан (похоронены в братской могиле на кладбище). 19 жителей погибли на фронте. Согласно переписи 1959 года в составе колхоза «Путь к коммунизму» (центр — деревня Лучицы). Действовал фельдшерско-акушерский пункт.

## Население

### Численность
- 2022 год — 10 хозяйств, 10 жителей.

### Динамика
- 1816 год — 195 жителей.
- 1834 год — 34 двора, 237 жителей.
- 1908 год — 147 дворов, 858 жителей.
- 1917 год — 984 жителя.
- 1921 год — в деревне и на соседних хуторах 205 дворов, 1015 жителей.
- 1940 год — 284 двора, 1485 жителей.
- 1959 год — 212 жителей (согласно переписи).
- 2004 год — 28 хозяйств, 40 жителей.
- 2022 год — 10 хозяйств, 10 жителей.

## Достопримечательность
- Городище-1 периода раннего железного века (VI век до н.э. – V век н.э.)
- Городище-2 периода раннего железного века (VI век до н.э. – V век н.э.)
- Городище-3 периода раннего железного века (1-е тысячелетие до н.э. – 1-е тысячелетие н.э.)
- Городище-4 периода раннего железного века (1-е тысячелетие до н.э. – 1-е тысячелетие н.э.)
- Воинский мемориал жертвам фашизма

### Памятник, скульптура
- Обелиск в честь А. Я. Липунова

## Известные уроженцы
- А. Я. Липунов — Герой Советского Союза. Его имя носит одна из улиц в городе Петриков.
- Бухтаревич Георгий Анатольевич — военный летчик штурмовой и истребительной авиации, выполнял интернациональный долг в ДРА, удостоен двух орденов Боевого Красного Знамени,  ордена За службу Родине в Вооружённых Силах СССР, представлялся к званию Герой Советского Союза.